# AEW World Championship
AEW World Championship este o centură mondială de wrestling masculină creată și promovată de promoția americană All Elite Wrestling (AEW). Debutând pe 25 mai 2019, este centura de top al promoției și este prezentată ca fiind cel mai prestigios titlu al AEW. Chris Jericho a fost campionul inaugural. Actualul campion este Adam Page, care se află la a doua sa domnie. A câștigat titlul învingându-l pe Jon Moxley la All In 2025 pe 12 iulie 2025.

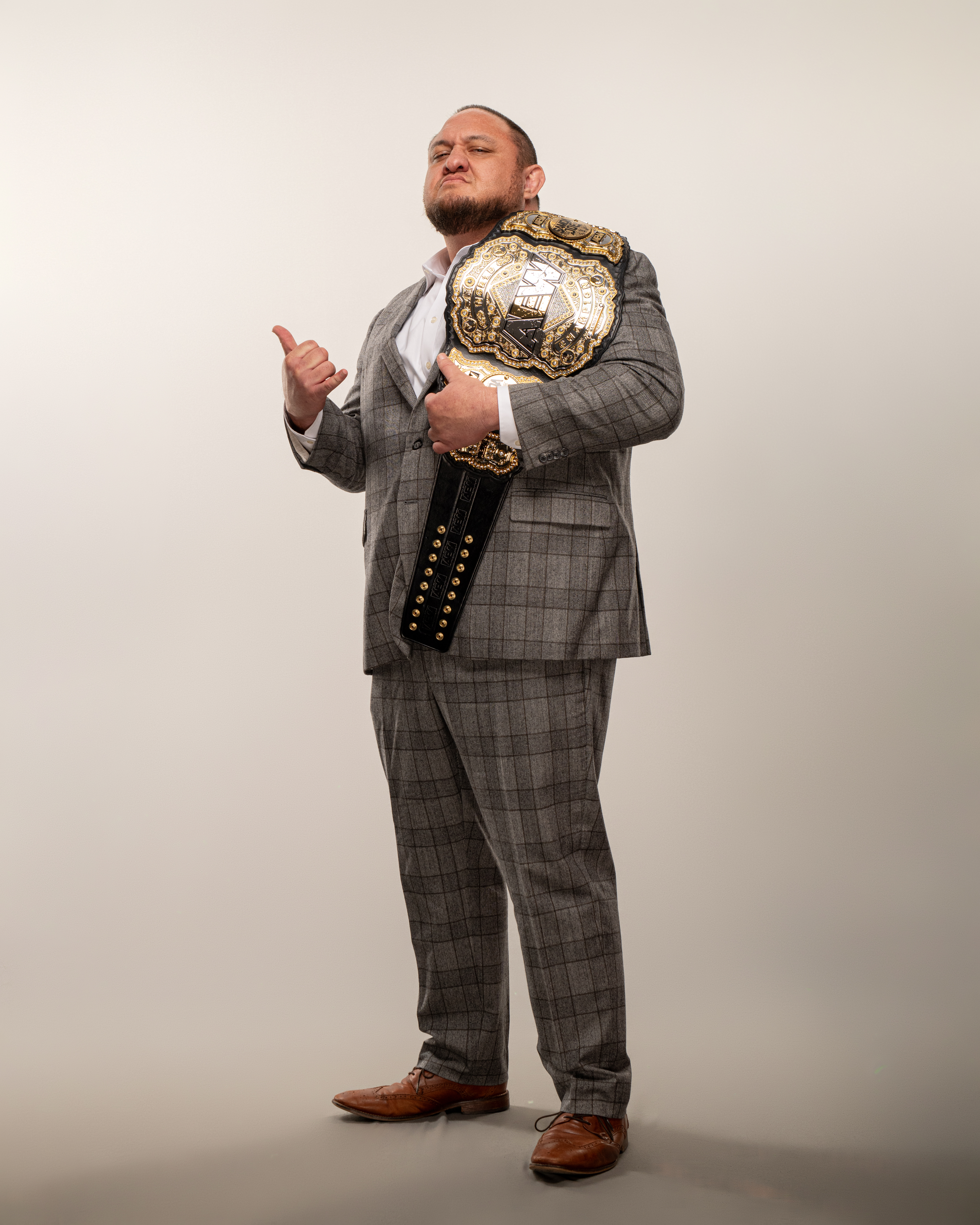
Samoa Joe cu AEW World Championship

## Campioni
Începând cu 21 februarie 2025, au existat 13 domnii, nouă campioni, o dată a rămas vacant, precum și un campion interimar. Chris Jericho a fost campionul inaugural. Jon Moxley are cele mai multe domnii: patru. A fost și campion interimar la jumătatea anului 2022, în timp ce campionul liniar în vigoare CM Punk a fost accidentat (aceasta nu este considerată una dintre cele patru domnii ale lui Moxley) și, combinat, este cel mai lung campion la peste 479 de zile. Domnia singulară a lui MJF este cea mai lungă cu 406 zile, în timp ce a doua domnie a lui Punk este cea mai scurtă cu 3 zile. Jericho este cel mai bătrân campion când l-a câștigat la 48 de ani, în timp ce MJF este cel mai tânăr, câștigând la 26 de ani.
| All Elite Wrestling (AEW) |                        |                     |                            |                      |   |     | |  |
| 1                         | Chris Jericho          | 31 August, 2019     | All Out                    | Hoffman Estates, IL  | 1 | 182 | L-a învins pe „Hangman” Adam Page pentru a deveni campion inaugural. |  |
| 2                         | Jon Moxley             | 29 Februarie, 2020  | Revolution                 | Chicago, IL          | 1 | 277 | |  |
| 3                         | Kenny Omega            | 2 Decembrie, 2020   | Dynamite: Winter Is Coming | Jacksonville, FL     | 1 | 346 | |  |
| 4                         | "Hangman" Adam Page    | 13 Noiembrie, 2021  | Full Gear                  | Minneapolis, MN      | 1 | 197 | Acesta a fost meciul de cash-in a Casino Poker Chip al lui Page. |  |
| 5                         | CM Punk                | 29 Mai, 2022        | Double or Nothing          | Paradise, NV         | 1 | 87  | |  |
| —                         | Jon Moxley (Interimar) | 26 Iunie, 2022      | Forbidden Door             | Chicago, IL          | — | 59  | Campionul liniar CM Punk a fost programat inițial să-și apere titlul împotriva lui Hiroshi Tanahashi la acest eveniment, dar a fost retras din cauza unei accidentări la picior. Moxley l-a învins pe Tanahashi într-o finală a turneului pentru a deveni campion interimar. |  |
| 6                         | Jon Moxley             | 24 August, 2022     | Dynamite                   | Cleveland, OH        | 2 | 11  | A învins campionul liniar CM Punk pentru a determina campionul incontestabil. AEW recunoaște oficial acest lucru drept începutul celei de-a doua domnii a lui Moxley. |  |
| 7                         | CM Punk                | 4 Septembrie, 2022  | All Out                    | Hoffman Estates, IL  | 2 | 3   | |  |
| —                         | Vacant                 | 7 Septembrie, 2022  | Dynamite                   | Buffalo, NY          | — | —   | CM Punk a fost deposedat de titlu după ce a fost suspendat în urma unei altercații legitime în culise, care a avut loc în timpul interviului media post-eveniment All Out.                                                                                                   |  |
| 8                         | Jon Moxley             | 21 Septembrie, 2022 | Dynamite: Grand Slam       | Flushing, Queens, NY | 3 | 59  | L-a învins pe Bryan Danielson într-o finală a turneului pentru titlul vacant. |  |
| 9                         | MJF                    | Noiembrie, 2022     | Full Gear                  | Newark, NJ           | 1 | 406 | Acesta a fost meciul de cash-in a Casino Poker Chip al lui MJF. |  |
| 10                        | Samoa Joe              | 30 Decembrie, 2023  | Worlds End                 | Uniondale, NY        | 1 | 113 | |  |
| 11                        | Swerve Strickland      | 21 Aprilie, 2024    | Dynasty                    | St. Louis, MO        | 1 | 126 | |  |
| 12                        | Bryan Danielson        | 25 August, 2024     | All In                     | London, England      | 1 | 48  | A fost un meci Titlu vs. Carieră |  |
| 13                        | Jon Moxley             | 12 Octombrie, 2024  | WrestleDream               | Tacoma, WA           | 4 | 273 | |  |
| 14                        | "Hangman" Adam Page    | 12 iulie, 2025      | All In                     | Arlington. TX        | 2 | 6+  | A fost un meci Texas Deatmatch. |  |